# Konstantinápolyi Egyetemes Patriarchátus Magyarországi Orthodox Exarchátusa
A Konstantinápolyi Egyetemes Patriarchátus Magyarországi Orthodox Exarchátusa Magyarországon elismert, a Konstantinápolyi Egyetemes Patriarchátus fennhatósága alá tartozó ortodox egyház.

## Története
1949-ben a magyar ortodoxia a Moszkvai Patriarchátus fennhatósága alá került. A döntést a Konstantinápolyi Patriarchátus vitatta, mivel a döntés szerinte nem valós kánonjogi alapokon állt, hanem a Kelet-Európában kialakult politikai helyzet eredménye volt. 1963-ban a Konstantinápolyi Patriarchátus a magyarországi ortodox híveket Ausztria metropolitája alá rendelte, ám ezt a döntést a magyar ortodox papság nem fogadta el és továbbra is a Moszkvai Patriarchátussal tartott, annak joghatóságát ismerte el maga fölött.
A vita eredményeként a Magyarországi Orthodox Exarchátust a rendszerváltozás idején szervezték meg, bírósági bejegyzésére 1995. szeptember 19-én került sor. Ezzel a Moszkvához hű Magyar Ortodox Egyházmegye és a Konstantinápoly fennhatóságát elismerő Magyarországi Orthodox Exarchátus szervezetileg is elkülönült.
A két közösség között vita majd per zajlott a budapesti Petőfi téri ortodox templom (Istenszülő elhunyta Nagyboldogasszony-székesegyház) birtoklása miatt is. Mivel az Orthodox Exarchátus nem tudta bizonyítani jogfolytonosságát, így a pert elvesztette és a templom a Magyar Ortodox Egyházmegye birtokában maradt.

## Szervezete
Az egyháznak két központja van, az egyik Budapest, a másik Beloiannisz.
A magyarországi gyülekezet vezetője Kalota József, protopresbiter, érseki vikárius, exarchája (érseke) pedig Ausztria Metropolitája, aki a Magyarország és Közép-Európa Exarchája címet is viseli egyben. A posztot 1991-től 2011-ig Mihaíl Sztáikosz töltötte be, utóda Arszeniosz Kardamákisz.